# Encinillos
Encinillos es una localidad de México perteneciente al municipio de Acatlán en el estado de Hidalgo.

## Geografía
Se encuentra en la región del Valle de Tulancingo, la localidad se encuentra localizada en las coordenadas geográficas 20°11′52.235″N 98°26′1.801″O / 20.19784306, -98.43383361, con una altitud de 2126 m s. n. m. Se encuentra a una distancia aproximada de 7.77 kilómetros al norte de la cabecera municipal, Acatlán.
En cuanto a fisiografía se encuentra dentro de la provincia del Eje Neovolcánico dentro de la subprovincia de Llanuras y Sierras de Querétaro e Hidalgo; su terreno es de llanura. En lo que respecta a la hidrología se encuentra posicionado en la región del Pánuco, en la cuenca del río Moctezuma, en la subcuenca de Metztitlán. Con un clima semiseco templado.

## Demografía
En 2020 registró una población de 751 personas, lo que corresponde al 3.37 % de la población municipal. De los cuales 338 son hombres y 413 son mujeres. Tiene 202 viviendas particulares habitadas.
| Gráfica de evolución demográfica de Encinillos entre 1900 y 2020                             |
|                                                                                              |
| Población de los censos y conteos del Instituto Nacional de Estadística y Geografía (INEGI). |